# الليث بن علي
الليث بن علي بن الليث (تُوفي عام 928) هو أمير للدولة الصفارية من عام 909 حتى 910. كان ابن علي بن الليث وابن أخ أول حكام الصفاريين يعقوب بن الليث، وعمرو بن الليث.

## سيرته الذاتية
في عام 890 ساعد الليث وشقيقه المعدل والدهما علي، على الهروب من سجن عمهما الأخير الأمير عمرو بن الليث الصفاري. وهرب الثلاثة إلى خراسان، حيث دخلوا في خدمة رافع بن هرثمة، وهو قيادي مناهض للصفاريين في تلك المنطقة. توفي الوالد علي عام 893، واستمر الأخوان في خدمة رافع. بعد هزيمة رافع وقتله عام 896، أسرهم عمرو، لكنه عاملهم معاملةً حسنةً.
بعد القبض على عمرو على يد السامانيين عام 900، بدأ القائد العبد (الغلام) سبوكري في إقامة علاقات مع الليث، الذي كان قد اختبأ في سيستان. وبصفته ابن علي، عُيِّن في الأصل خلفًا ليعقوب بن الليث الصفار، فقد كان منافسًا محتملًا للأميرة، واكتسب أنصارًا في الجيش. على الرغم من ذلك، بقي في البداية مُخلصًا لخليفة عمرو، طاهر بن محمد بن عمرو. شارك في حملة 900-901 الفاشلة لاستعادة فارس من الخلافة العباسية، وإنشاء مملكة إسلامية موازية، كما شارك في حملة أخرى أكثر نجاحًا حدثت في حوالي عام 904.
في السنوات القليلة التالية بعد إعادة احتلال فارس، رافق الليث سبوكري. وفي عام 907 أو 908 أرسله سبوكري في حملة عسكرية ضد مكران، التي كان حاكمها المعداني عيسى بن معدان، لم يدفع الجزية للصفاريين في السنوات العديدة الماضية. تمكن الليث من الحصول على الجزية المستحقة له، ولكن عندما عاد أمره سبوكري بالعودة إلى مكران، وأخذ ابنه رهينة في محاولة لإجباره على الانصياع. بدلًا من ذلك، أطلق الليث تمردًا في كرمان، الذي كان يديره سبوكري، وحصل على مساعدة من طاهر، لكن جيشه تخلى عنه عندما اقتربت قوة سبوكري. أُجبِر الليث على الفرار إلى سيستان مع عدد قليل من المؤيدين لكنه حصل على قدر كبير من الثروة من خلال نهب بلدات كرمان.
وصل الليث إلى العاصمة زارانج أواخر 908 واحتل جزءًا من المدينة، على الرغم من محاولات طاهر لطرده. أُجبر طاهر في النهاية على الانسحاب من المنطقة، وتم الترحيب بالليث أميرًا في آذار 909. بدأ عهده بإرسال جيش تحت قيادة أخيه لفرض سلطته في أفغانستان، مما أدى إلى الاستيلاء على غالب أخو سبوركي. ثم شن المعدل حملته في غزنة، وبدعم من شقيقه، فرض سلطة الليث في أجزاء من أفغانستان بحلول نهاية العام.
في شباط 910، غادر الليث زارانج على رأس حملة استكشافية ضد سبوكري. وبحلول شهر أيار، كان قد هزم سبوكري في الميدان، وأطلق سراح ابنه من الأسر، واستمر بغزو فارس بشكل جدي. ومع ذلك، كان سبوكري تابعًا للخليفة العباسي وتلقى دعمًا من العباسيين. هُزِم ممثل الليث في فارس على يد القوات العباسية بقيادة مؤنس الخادم في آب، مما أجبر الليث على التصالح، وغادر فارس إلى كرمان. ومع ذلك، رفض سبوكري عقد السلام مع الصفاريين، وبمساعدة العباسيين هزمه وأسره هو وابنه؛ تمكن المعدل من الفرار إلى كرمان. وأُرسِل الأسرى إلى بغداد. بقي الليث في السجن حتى وفاته في الرقة عام 928.